# Hyles caecigena
Hyles caecigena är en fjärilsart som beskrevs av Bandermann. 1924. Hyles caecigena ingår i släktet Hyles och familjen svärmare. Inga underarter finns listade i Catalogue of Life.